# 켄 오쿠야마
켄 오쿠야마(영어: Ken Okuyama, 일본어: 奥山 清行 Okuyama Kiyoyuki[*], 본명: 켄 키요유키 오쿠야마, 1959년 ~ )는 일본의 산업 디자이너이다. 그는 켄 오쿠야마 디자인 회사의 소유주이다. 오쿠야마는 이전에 피닌파리나에서 근무하며 페라리 엔초와 페라리 P4/5와 같은 프로젝트를 디자인하고 감독했다.

## 경력
오쿠야마는 1986년 패서디나의 아트 센터 디자인 대학을 졸업했다. 다음 3년 동안 그는 도호쿠 예술공과대학의 방문 교수였다. 1991년, 그는 아트 센터 디자인 대학에서 시간 강사로 돌아왔다. 2000년부터 2004년까지 그는 대학의 운송 디자인 학과장이었지만, 2004년 피닌파리나에서 일자리를 제안받았다.
오쿠야마는 제너럴 모터스와 포르쉐에서 근무하며 포르쉐 911의 새로운 세대(일명 996)와 박스터 디자인을 도왔다. 피닌파리나로 옮기기 전, 그는 캘리포니아의 제너럴 모터스 첨단 콘셉트 센터에서 근무했다. 거기서 그는 쉐보레 카마로 (4세대)와 다른 프로젝트의 디자인 작업을 했다.
2004년 5월 10일, 켄 오쿠야마는 피닌파리나에서 크리에이티브 디렉터로 일을 시작했다. 그는 이전에 피닌파리나와 함께 페라리 엔초의 디자인을 감독하는 작업을 해왔다. 크리에이티브 디렉터로서 켄은 페라리 599, 페라리 456, 페라리 캘리포니아, 페라리 612 스카글리에티, 페라리 로사 (콘셉트 카), 미쓰비시 콜트, 마세라티 버드케이지 75, 마세라티 콰트로포르테 V 및 페라리 P4/5를 포함한 프로젝트를 감독했다.
2006년, 오쿠야마는 피닌파리나를 떠나 자신의 디자인 회사인 뉴턴 디자인 랩을 설립했다. 2007년 말, 오쿠야마는 일본에서 제조된 안경 컬렉션인 켄 오쿠야마 아이즈 컬렉션을 출시했다.
2008년, 켄 오쿠야마는 자신의 이름으로 된 첫 콘셉트 카인 K.O. 7 스파이더를 공개했는데, 이는 탄소 섬유 강화 플라스틱과 도색되지 않은 알루미늄으로 만들어진 2인승 차량이다. K.O. 7은 2008년 3월 제네바 모터쇼에서 공개되었다. 켄 오쿠야마는 고급 시계 제조업체 태그호이어와 협력하여 차량 대시보드에 태그호이어 그랜드 까레라를 장착했다. 콘셉트 카의 내부는 태그호이어 시계 디자인에서 영감을 받았다.
2008년, 켄 오쿠야마의 디자인 스튜디오는 K.O. 7 스파이더의 첫 20개 모델을 생산했으며, 이들은 이미 디자이너 팬들의 "이너 서클"에 선판매되었다. 이어서 2009년에는 99대, 2010년에는 99대가 더 생산되었다.
2016년, 켄 오쿠야마는 한정판 제품군에 코데 57을 추가로 공개했는데, 5대만 생산될 예정이었다. 포브스지는 "엔초 페라리 디자이너, 숨막히는 코데 57 슈퍼카로 몬터레이를 놀라게 하다"고 보도했다.
2022년 10월 1일, 오쿠야마는 과속으로 일본 경찰에 체포되었다. 그는 시속 55마일(88km/h)을 초과하여 엔초를 운전하다 적발되어 수개월간의 징역을 간신히 피했다.

## 프로젝트

### 자동차
- 피닌파리나 메트로쿠보 (콘셉트 카)
- 미쓰비시 콜트 CZC
- 켄 오쿠야마 디자인・코데7
- 켄 오쿠야마 디자인・코데7 클럽맨
- 켄 오쿠야마 디자인・코데7 시리즈II
- 켄 오쿠야마 디자인・코데8
- 켄 오쿠야마 디자인・코데9
- 켄 오쿠야마 디자인・코데9 스파이더
- 켄 오쿠야마 디자인・코데57 엔지
- 켄 오쿠야마 디자인・코데61 버드케이지
- 켄 오쿠야마 디자인・코데0
- 페라리 456
- 페라리 로사 (콘셉트 카)[13]
- 페라리 엔초
- 페라리 612 스카글리에티[14]
- 페라리 599
- 페라리 P4/5 (콘셉트 카)
- 페라리 캘리포니아[15]
- 마세라티 콰트로포르테 V
- 마세라티 버드케이지 75 (콘셉트 카)

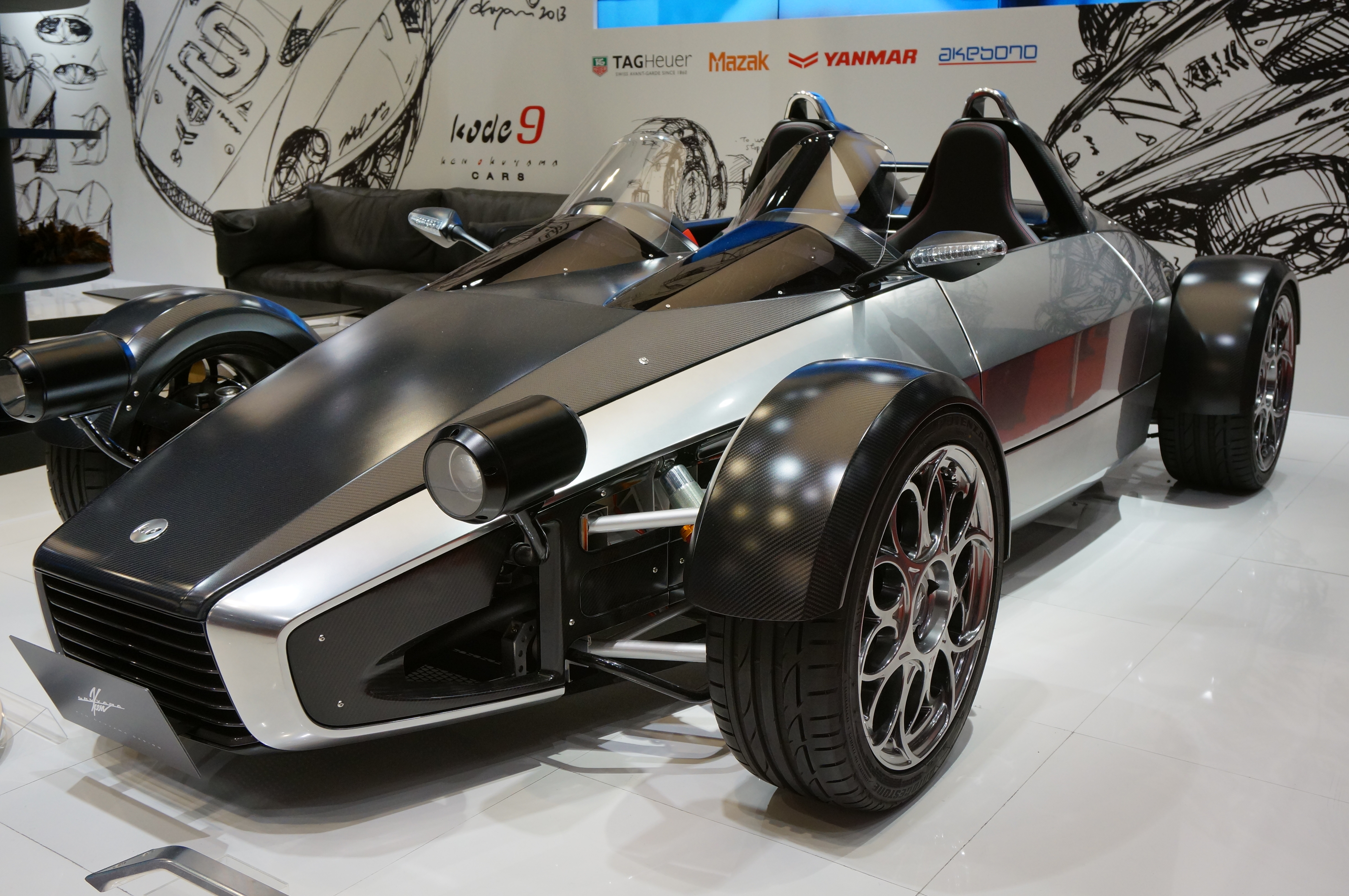
코데7
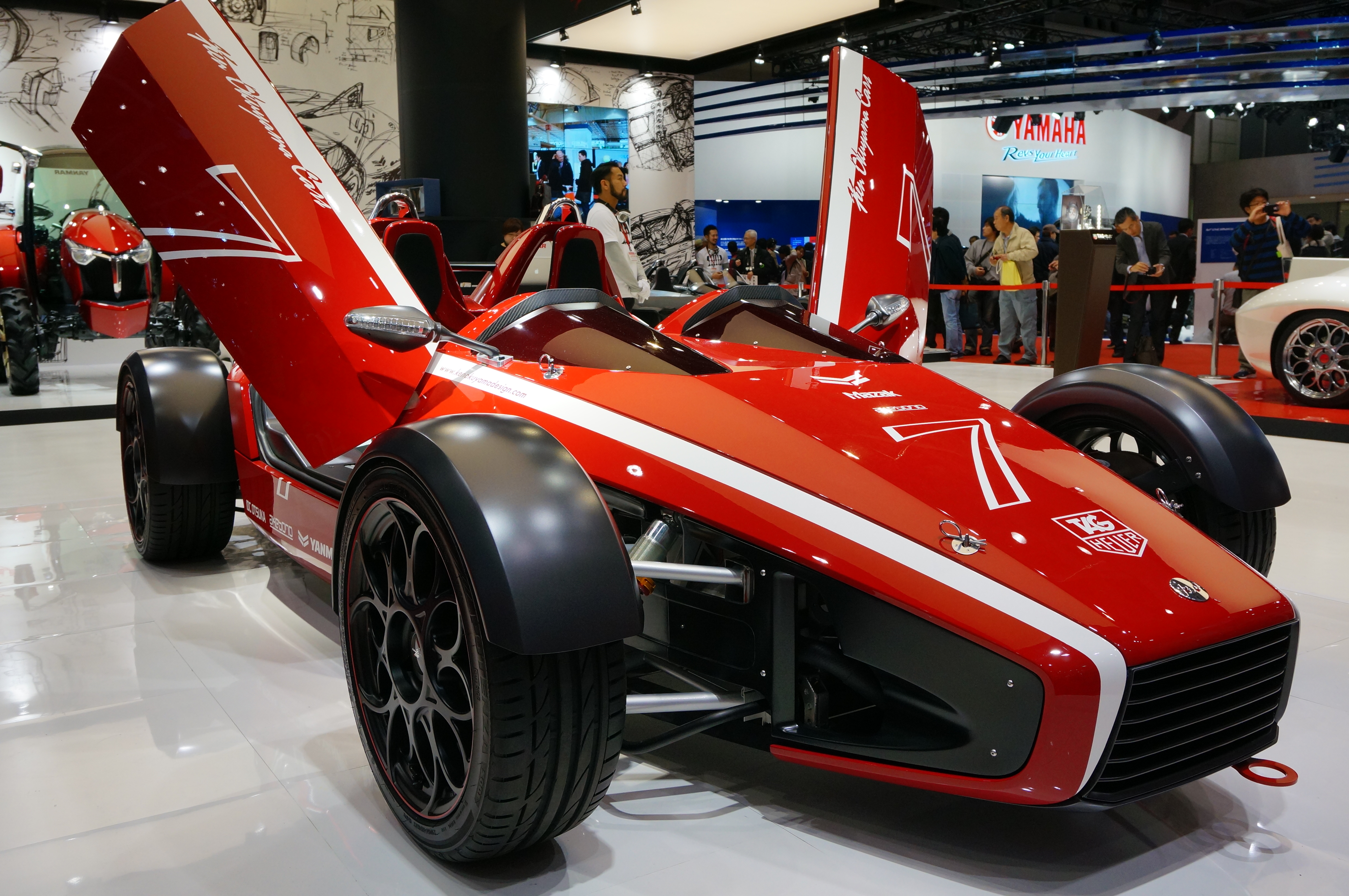
코데7 클럽맨
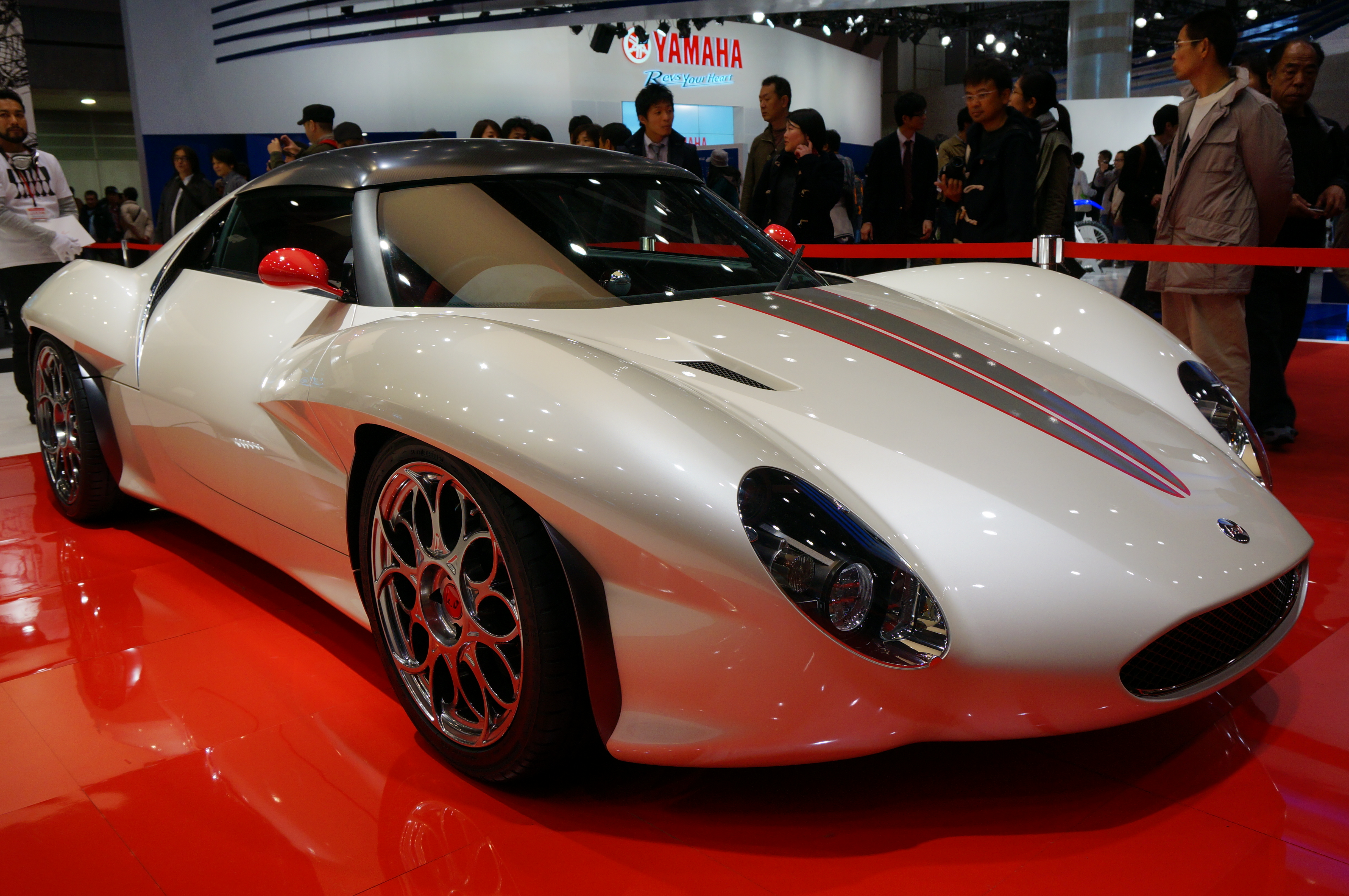
코데9
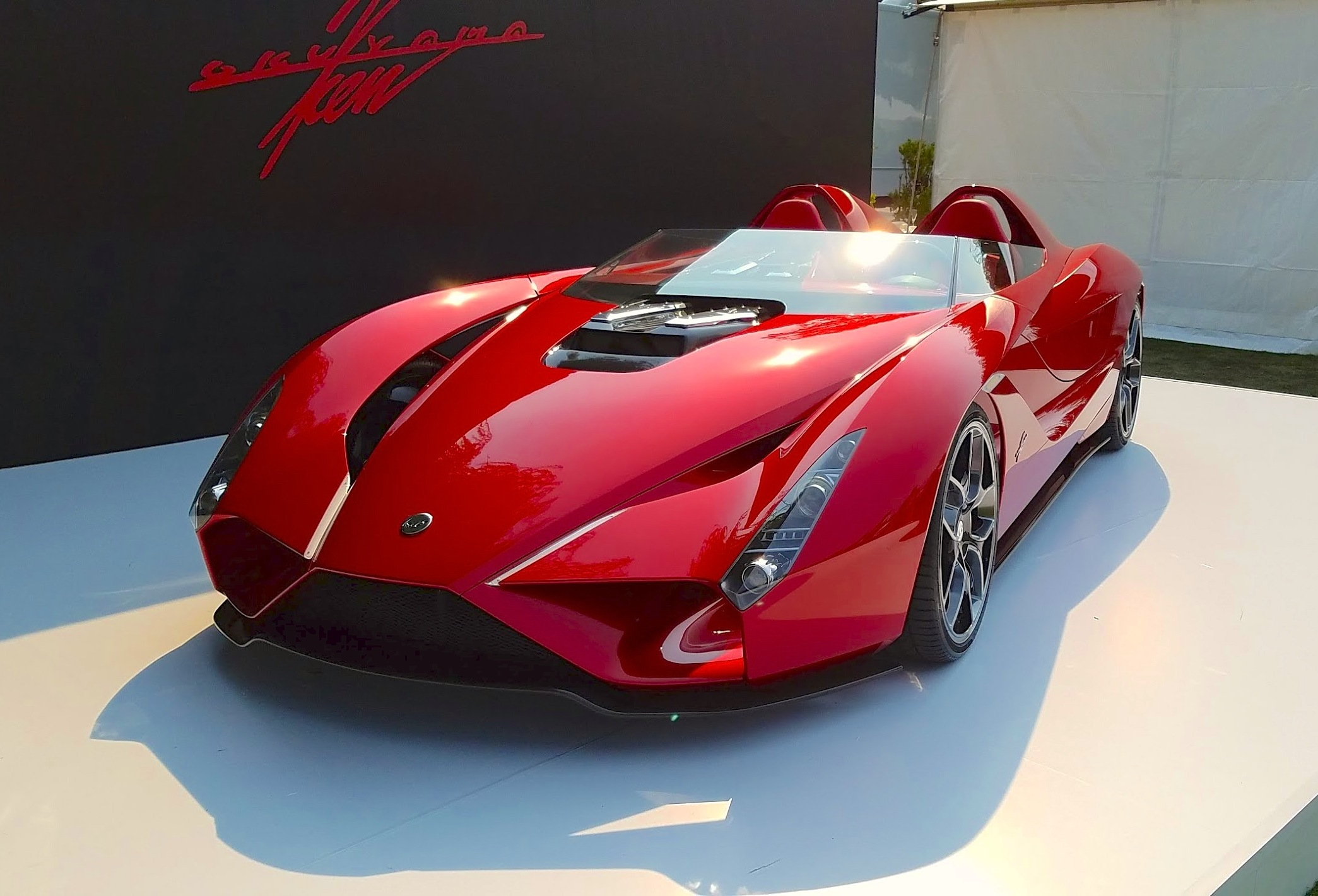
코데57 엔지
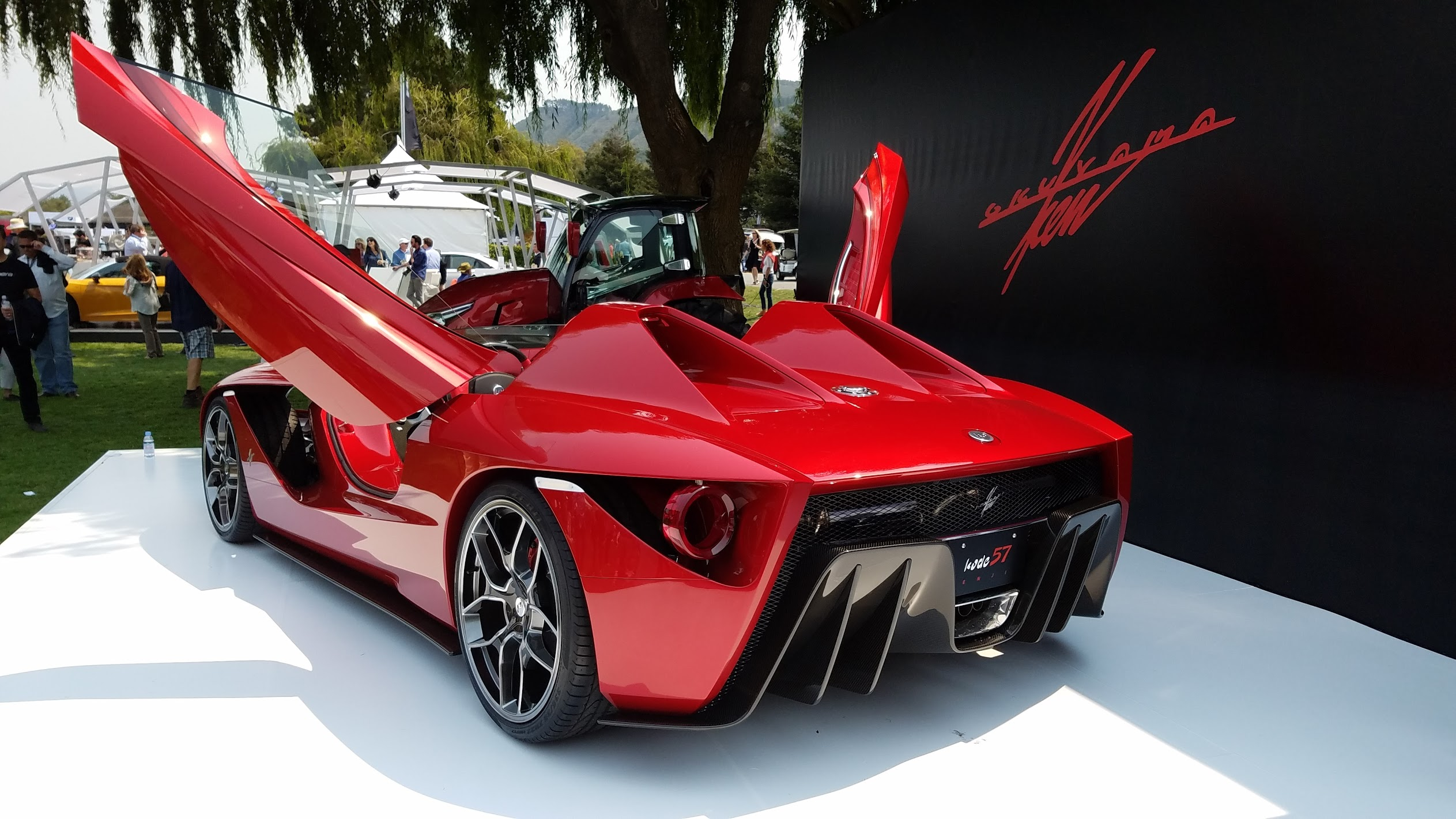
코데57 엔지 후면
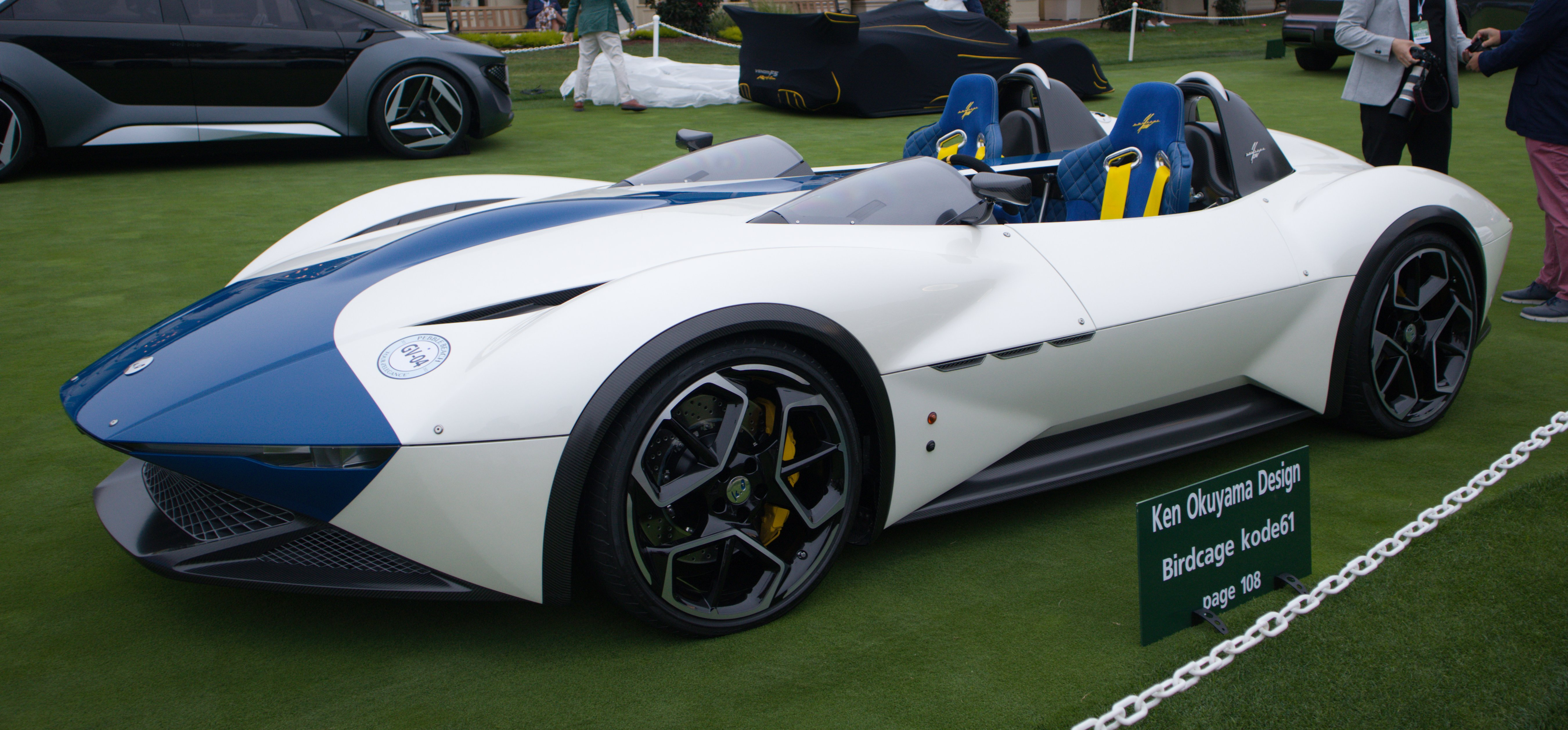
코데61 버드케이지

### 철도 차량
- JR 동일본 신칸센 E6계 전동차, 2013년 3월 도입[16]
- JR 동일본 신칸센 E7계 전동차, 2014년 3월 도입[17]
- JR 동일본 SL 은하 관광열차용으로 개조된 키하 141계 객차, 2014년 4월 가마이시선에 도입[18]
- 2014년 4월부터 쓰바사 (열차) 서비스에 사용되는 JR 동일본 신칸센 E3계 전동차 차량의 수정된 색상[19]
- JR 동일본 E3계 토레이유 관광열차, 2014년 7월부터 야마가타 신칸센에서 운행 개시[19]
- 도쿄의 야마노테선용 동일본 여객철도 E235계 전동차 통근열차[20]
- JR 동일본 E353계 슈퍼 아즈사 열차, 2015년 운행 개시[21]
- 2016년 7월부터 일본 북부의 리조트 시라카미 - 부나 서비스에 사용될 HB-E300계 4량 하이브리드 동차 세트[22]
- JR 동일본 E001계 트레인 스위트 시키시마 럭셔리 크루즈 열차[23]
- 도부 500계 전동차, 2017년 봄 운행 개시[24]
- 고베 시영 지하철 고베 시영 지하철 세이신·야마테선의 신형 열차, 2018 회계연도에 운행 개시[25]
- 오사카 메트로 400계 전동차, 2023년 4월 운행 개시[26]
- JR 동일본 신칸센 E8계 전동차, 2024년 운행 개시[27]

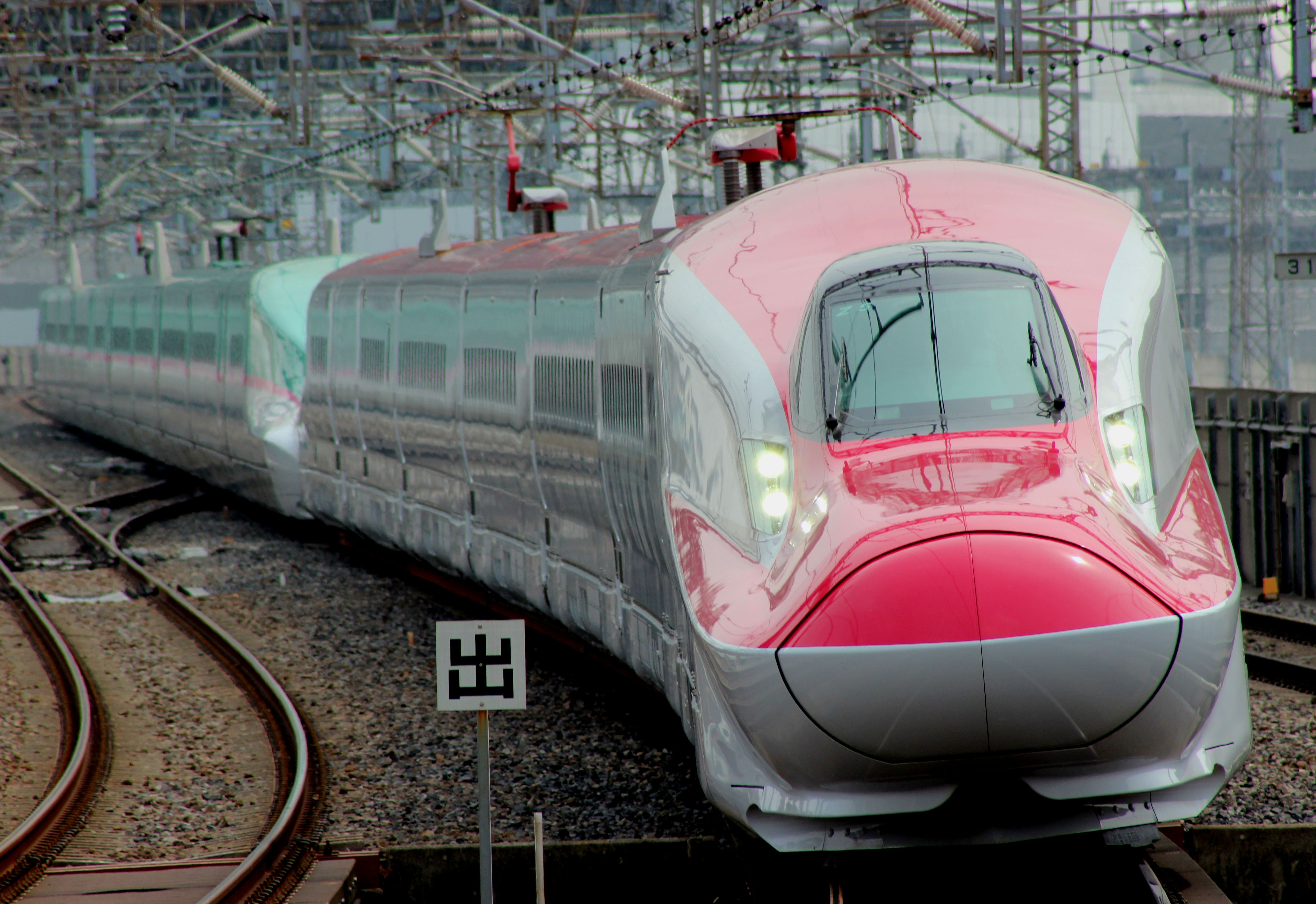
2013년 3월 오미야에 있는 E6계 신칸센 편성
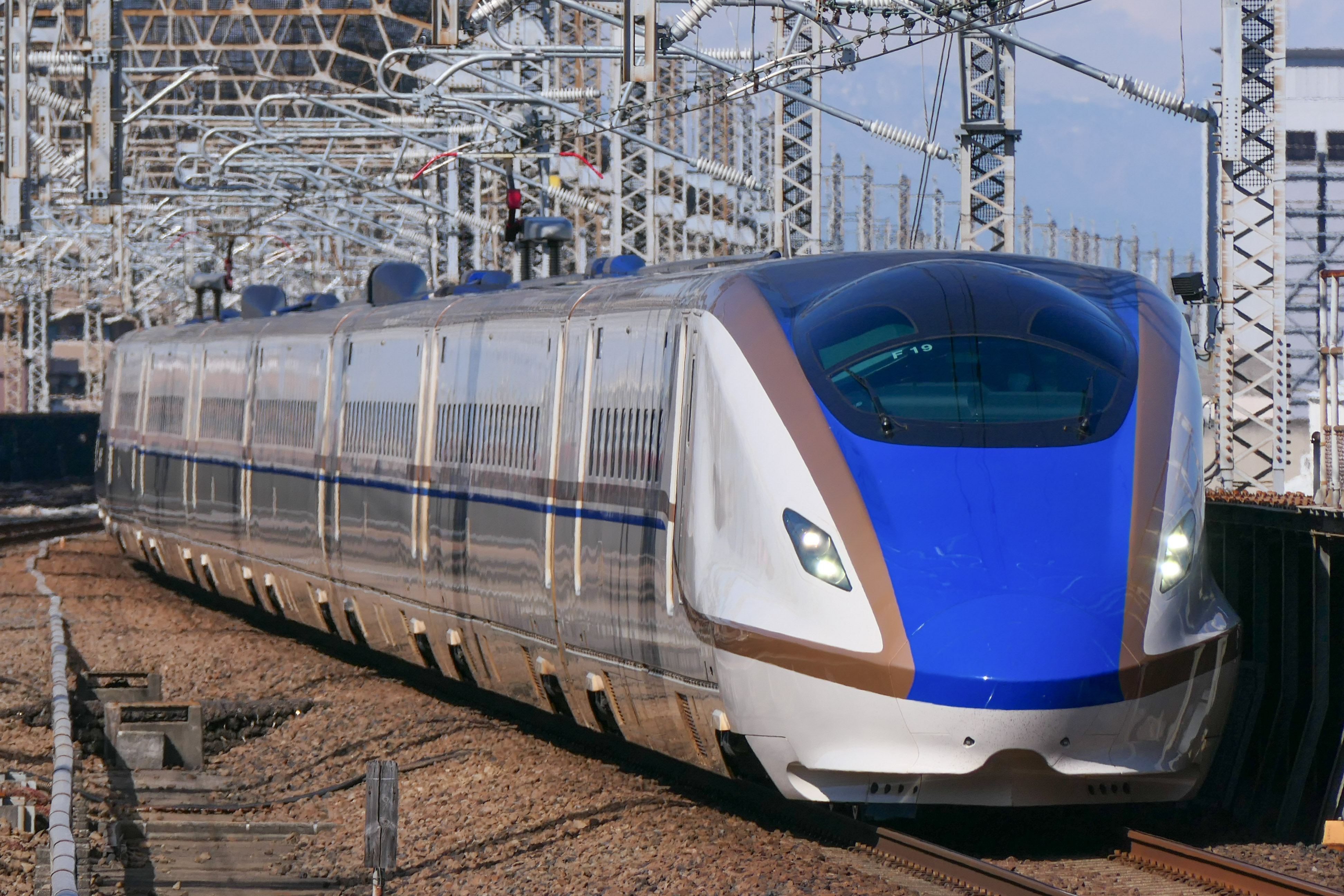
2021년 2월의 E7계 신칸센 편성
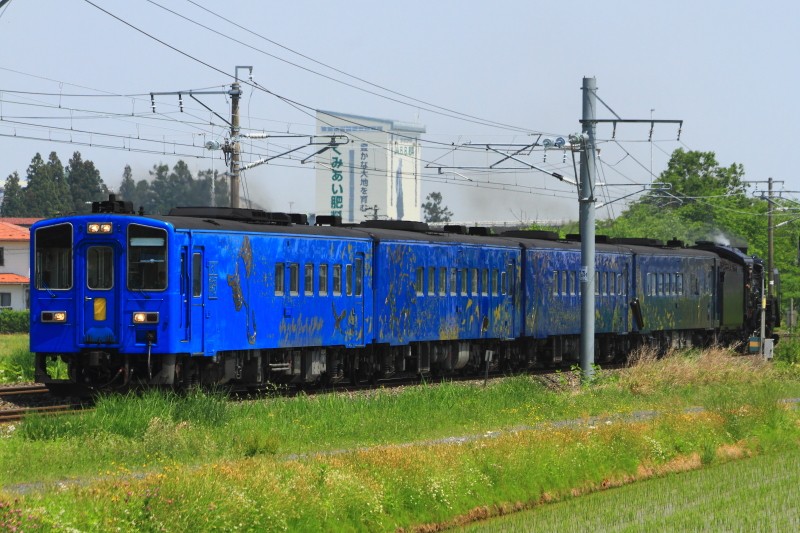
2014년 5월 SL 은하 관광열차 편성을 위해 개조된 키하 141계 차량
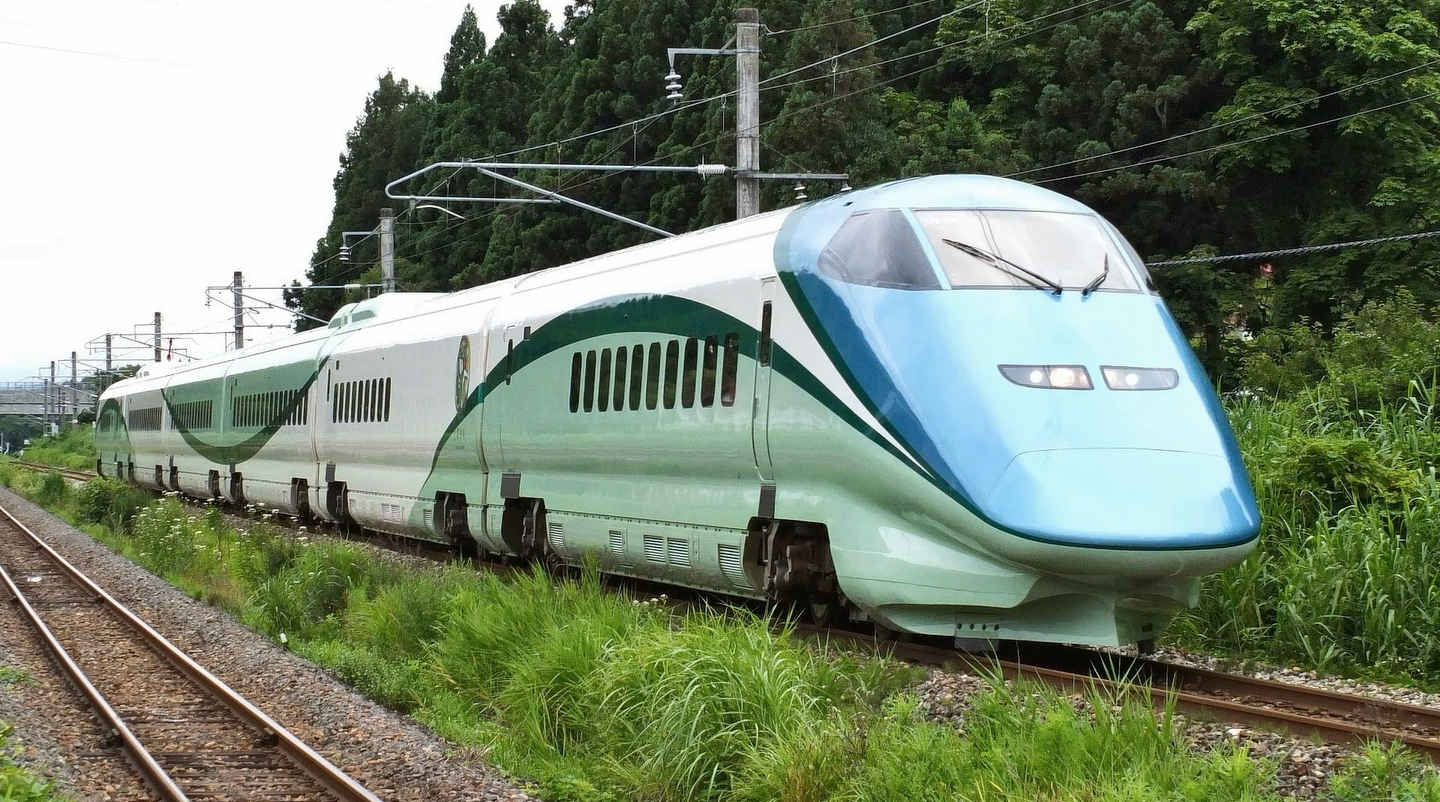
2014년 7월 E3계 토레이유 관광열차 편성
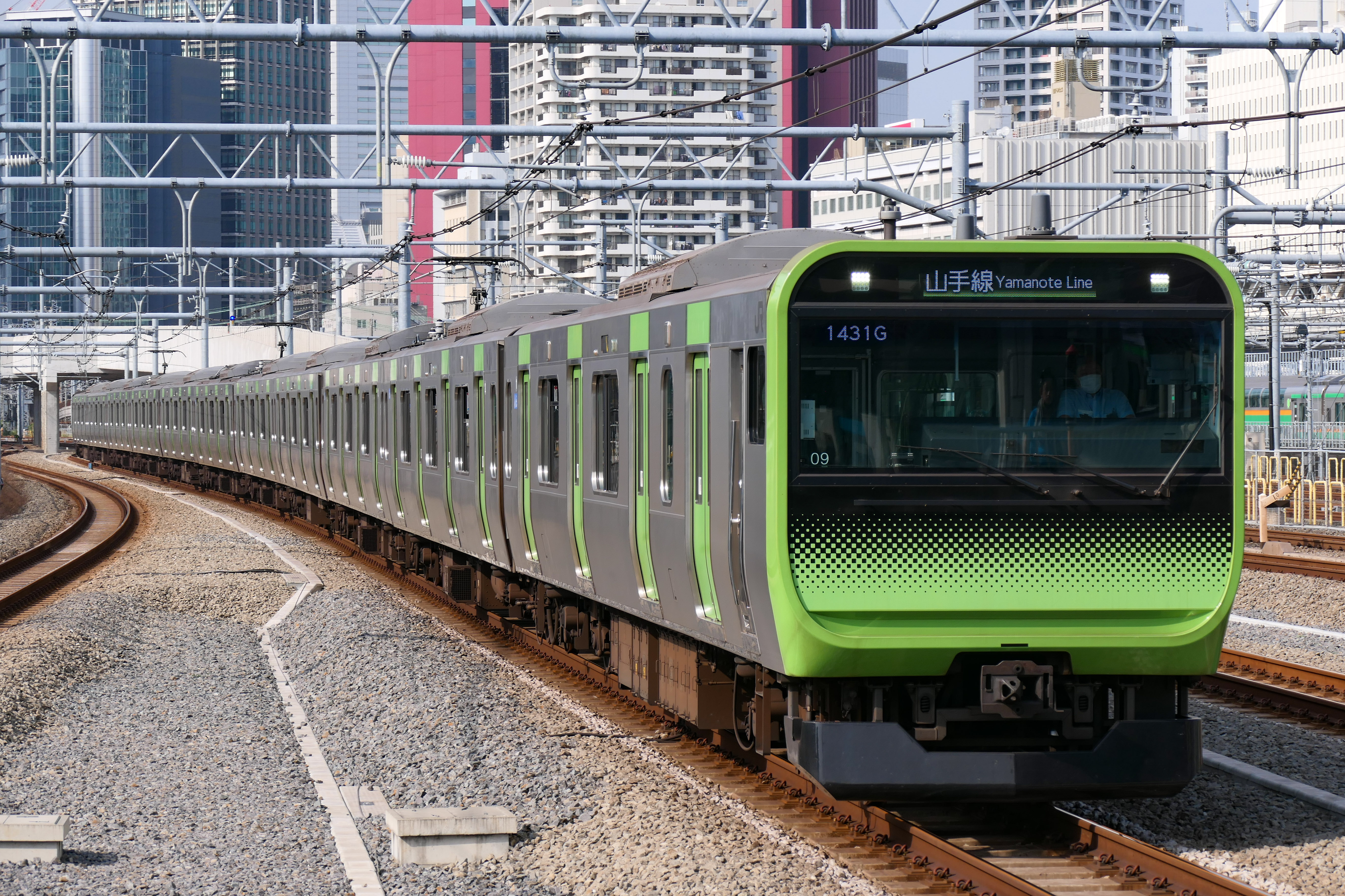
2021년 5월 첫 E235계 편성
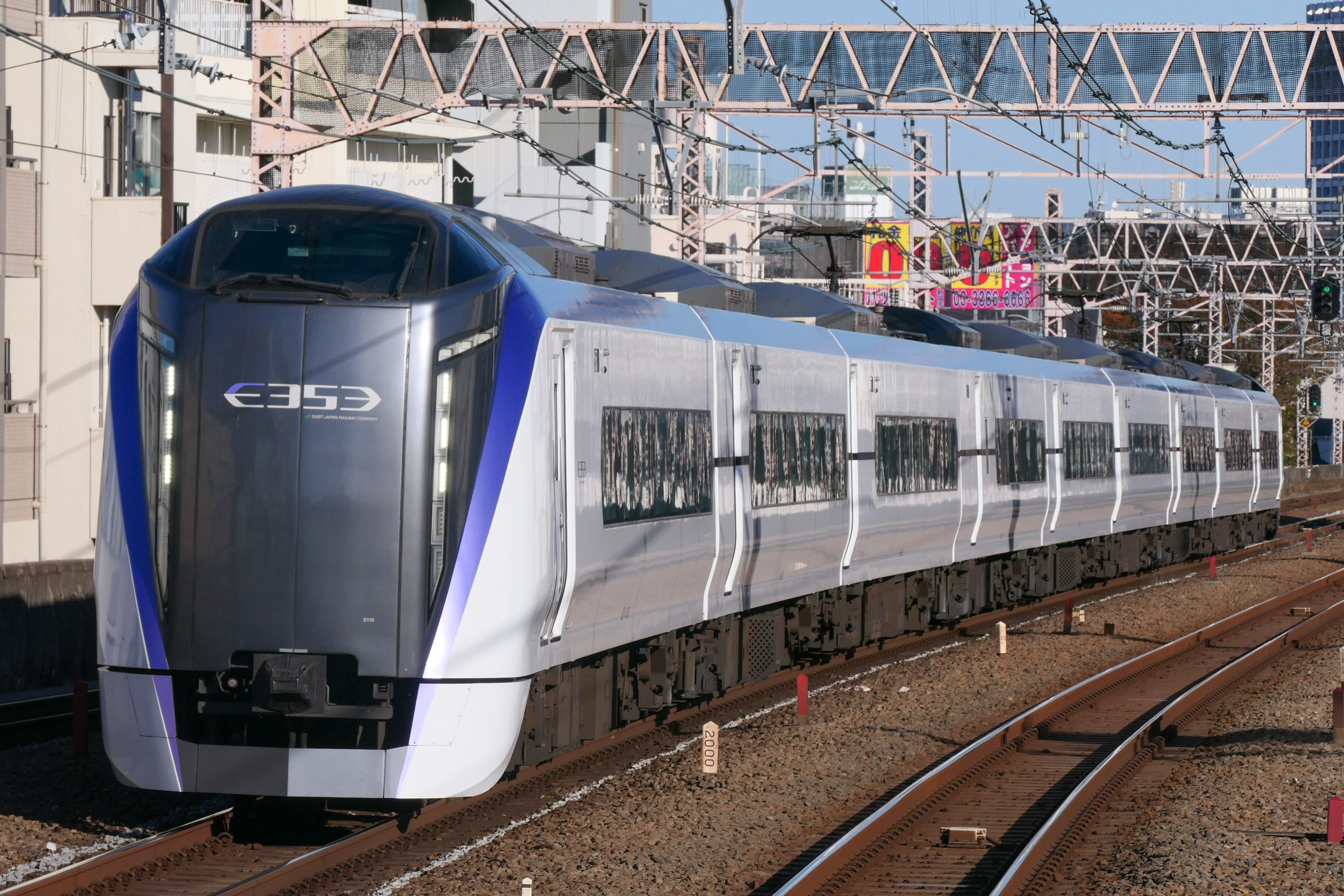
2020년 11월의 E353계 편성
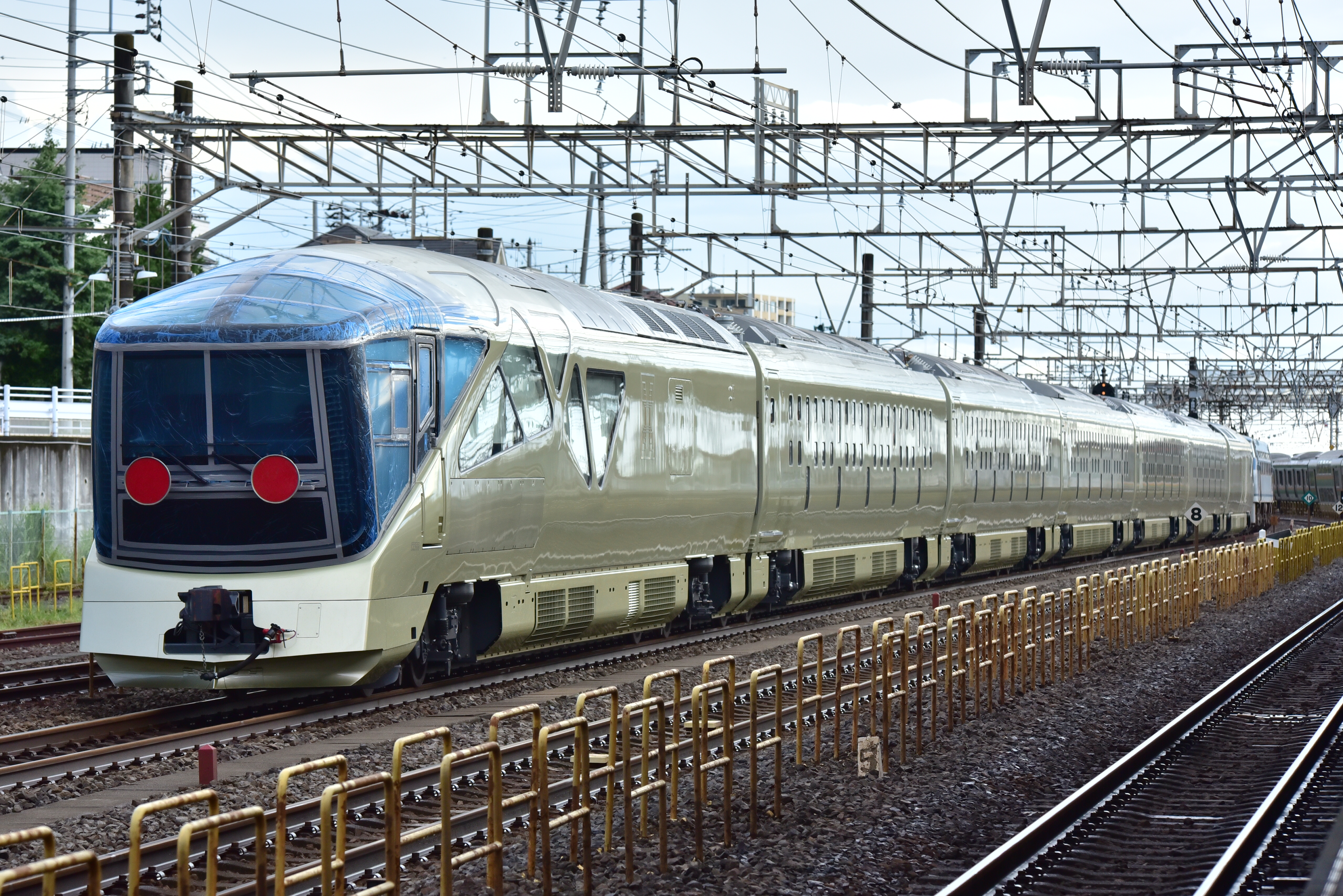
2016년 9월 배달 중인 E001계 트레인 스위트 시키시마 크루즈 열차
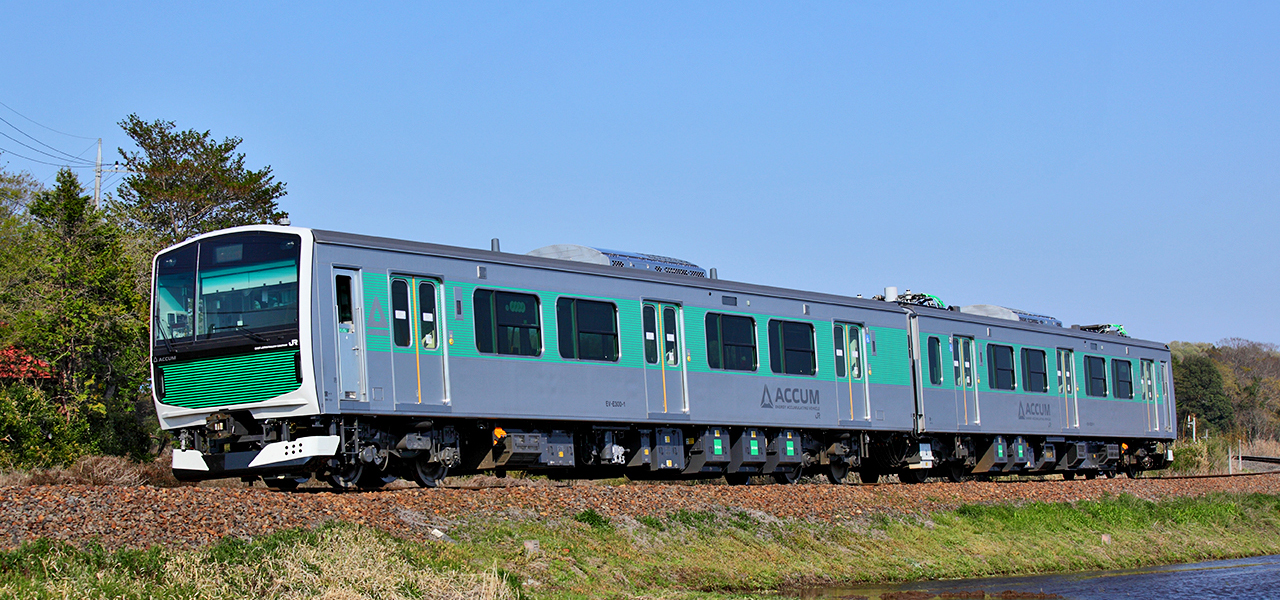
2014년 4월의 EV301계 편성

### 기타 프로젝트
- OHCO M.8LE (한정판) 마사지 의자.
- OHCO M.8 마사지 의자
- OHCO M.DX 마사지 의자
- OHCO R.6 마사지 의자

켄 오쿠야마는 콜로라도주 볼더에 본사를 둔 Inc. 5000 기업인 Furniture for Life와 파트너십을 맺고 스윙 도어가 있는 M 시리즈 및 R 시리즈 마사지 의자를 디자인했다.

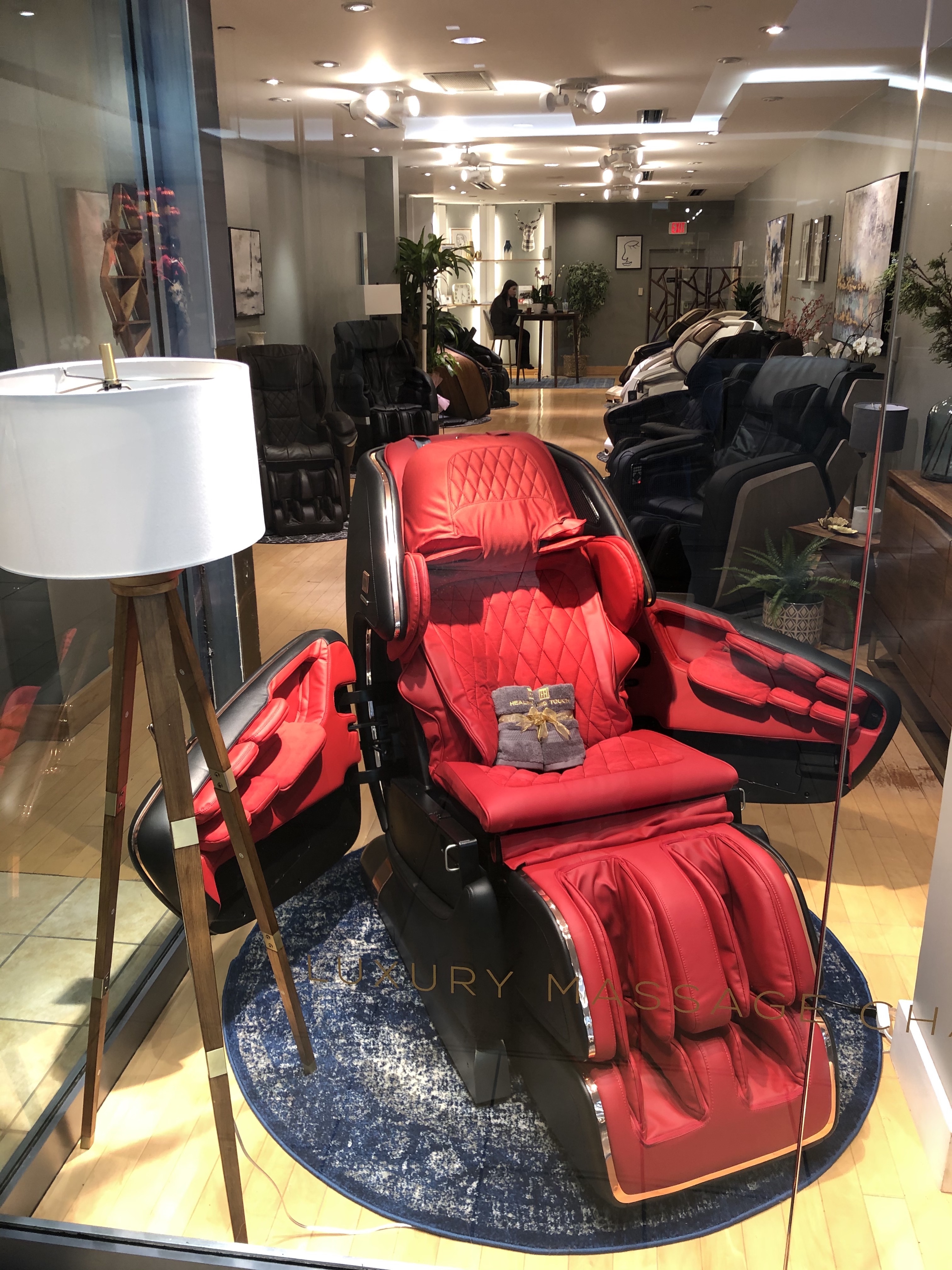
OHCO M.8LE 마사지 의자
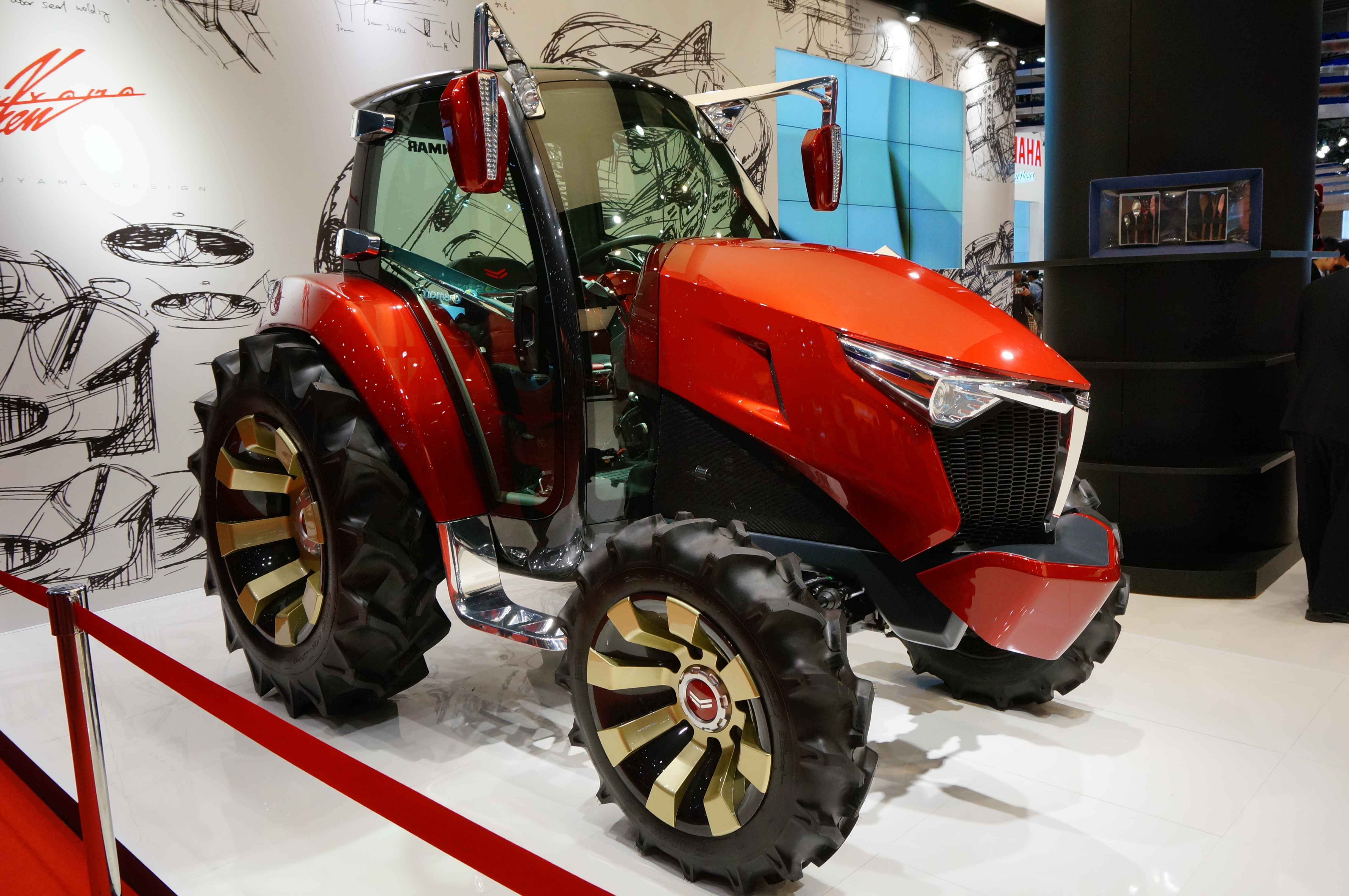
얀마 YT01

- 건담 G40 (산업 디자인 버전) (HG)

## 수상
다음은 켄 오쿠야마, 자동차 또는 그가 다른 사람들과 함께 디자인한 기타 프로젝트에 수여된 상이다.
- 피닌파리나 메트로쿠보는 1999년 올해의 최고 인테리어 디자인 상을 수상했다.[1]
- 오쿠야마가 디자인한 페라리 로사는 2000년 올해의 최고 콘셉트 카 상을 수상했다.[1]
- 마세라티 버드케이지 75는 오토위크의 에디터스 초이스 어워드에서 베스트 콘셉트 상을 수상했다.[28]
- 마세라티 버드케이지 75는 루이비통 클래식 콘셉트 어워드를 수상했으며, 피닌파리나가 오쿠야마에게 수여했다.[28]
- 2016년 8월 20일 이탈리아 콩쿠르에서 켄 오쿠야마에게 권위 있는 명예의 전당 상인 "라 벨라 마키나"가 수여되었다.
- 2019년 소비자 가전 전시회 혁신상 OHCO M.8로 피트니스, 스포츠 및 바이오테크 부문 수상
- 2019년 OHCO M.8로 ePDA (유럽 제품 디자인 어워드) 수상
- 2019년 OHCO M.8로 가구 부문 피너클 어워드 수상
- 2020년 OHCO M.8로 굿 디자인 어워드 수상